# Kombinat Wolle und Seide

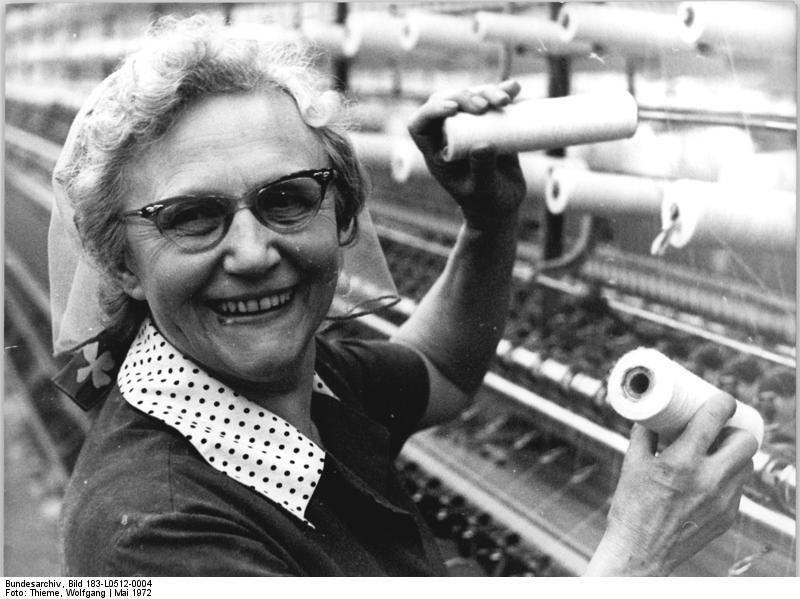
Zwirnerin im VEB Glauchauer Kammgarnspinnerei.

Der VEB Kombinat Wolle und Seide Meerane wurde 1979 gegründet. Es war ein Zusammenschluss von produktionsmäßig eng zusammenarbeitenden Textilbetrieben in der Deutschen Demokratischen Republik. Das Kombinat war der Nachfolger der VVB Wolle und Seide Meerane/Sa., die im Zuge der Kombinatsgründung aufgelöst wurde.
Die Betriebe des Kombinats produzierten Waschwolle und Kammzüge, Garne und Zwirne, texturierte Seiden, Nähseiden, Handstrickzwirne und textile Flächengebilde.
Das Kombinat unterstand dem Ministerium für Leichtindustrie. Im Zuge der Wende und der anschließenden Wiedervereinigung wurde das Kombinat 1990 aufgelöst.

## Zugehörige Betriebe
Zum Kombinat gehörten 1990 die folgenden Betriebe:
- VEB Textilwerke Palla Glauchau; (Stammbetrieb)
- VEB Alwo Altenburger Wollspinnerei
- VEB Brokat Mühltroff
- VEB Buntex Oelsnitz
- VEB Buntgarnwerk Leipzig
- VEB Dekostoffe Mülsen St. Jacob
- VEB Elite Reichenbach
- VEB Forschung-Beratung-Spezialklima Leipzig
- VEB Garnveredelungswerke Sehma
- VEB Glauchauer Kammgarnspinnerei
- VEB Greika Weberei und Veredelung Greiz
- VEB Ingenieurbüro für Industrieplanung und Projektierung Meerane
- VEB Leipziger Wollkämmerei
- VEB Modedruck Gera
- VEB Mülsenstoffe Mülsen
- VEB Rationalisierungsmittelbau Wolle und Seide Greiz
- VEB Synthetex Lichtentanne
- VEB Textilwerk Wedru Bärenstein
- VEB Textilwerke Mülsen
- VEB Vogtlandstoffe Reichenbach
- VEB Volltuchwerke Crimmitschau
- VEB Weberei und Konfektion Bretnig
- VEB Westthüringer Kammgarnspinnerei Mühlhausen
- VEB Zwickauer Kammgarnspinnereien Wilkau-Haßlau